# Gotthard Bogdan von Mensenkampff

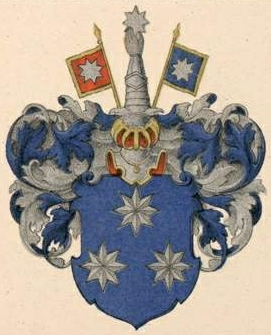
Wappen der Adelsfamilie Mensenkampff

Gotthard Bogdan von Mensenkampff (Мензенкампф, Готгардт Богданович, * 1806; † 17. Juni 1878) war ein russischer Generalleutnant in der Kaiserlich-russischen Armee mit deutsch-baltischer Abstammung. 

## Leben

### Herkunft und Familie
Gotthard Bogdan stammte aus der deutsch-baltischen Familie Mensenkampff, sein Vater war der russische Major Gottlieb Bogdan von Mensenkampff (1762 – 1835), sein Bruder war der russische Staatsrat Gustav Alexander von Mensenkampff (1795 – 1873), sein Neffe war der russische Generalmajor Eduard von Mensenkampff (1826 – 1886). Gotthard war verheiratet, seine Söhne waren Nikolai Michael (1885 – 1939), der ebenfalls die Offizierslaufbahn einschlug und Michael Michailowitsch (1884 – 1900). 

### Werdegang
Gotthard Bogdan von Mensenkampff wurde in einer Privatschule unterrichtet und trat 1822 als Leutnant im 1. Marine-Regiment seine militärische Laufbahn an. 1925 wechselte er als Kadett in das Belgorod-Ulan-Regiment und setzte seine Karriere fort. Ab 1827 war er im Kaukasus eingesetzt und nahm am russisch-persischen Krieg teil. Während seines Einsatzes in Transkaukasien wurde er zum Leutnant befördert und für seinen Mut ausgezeichnet. 

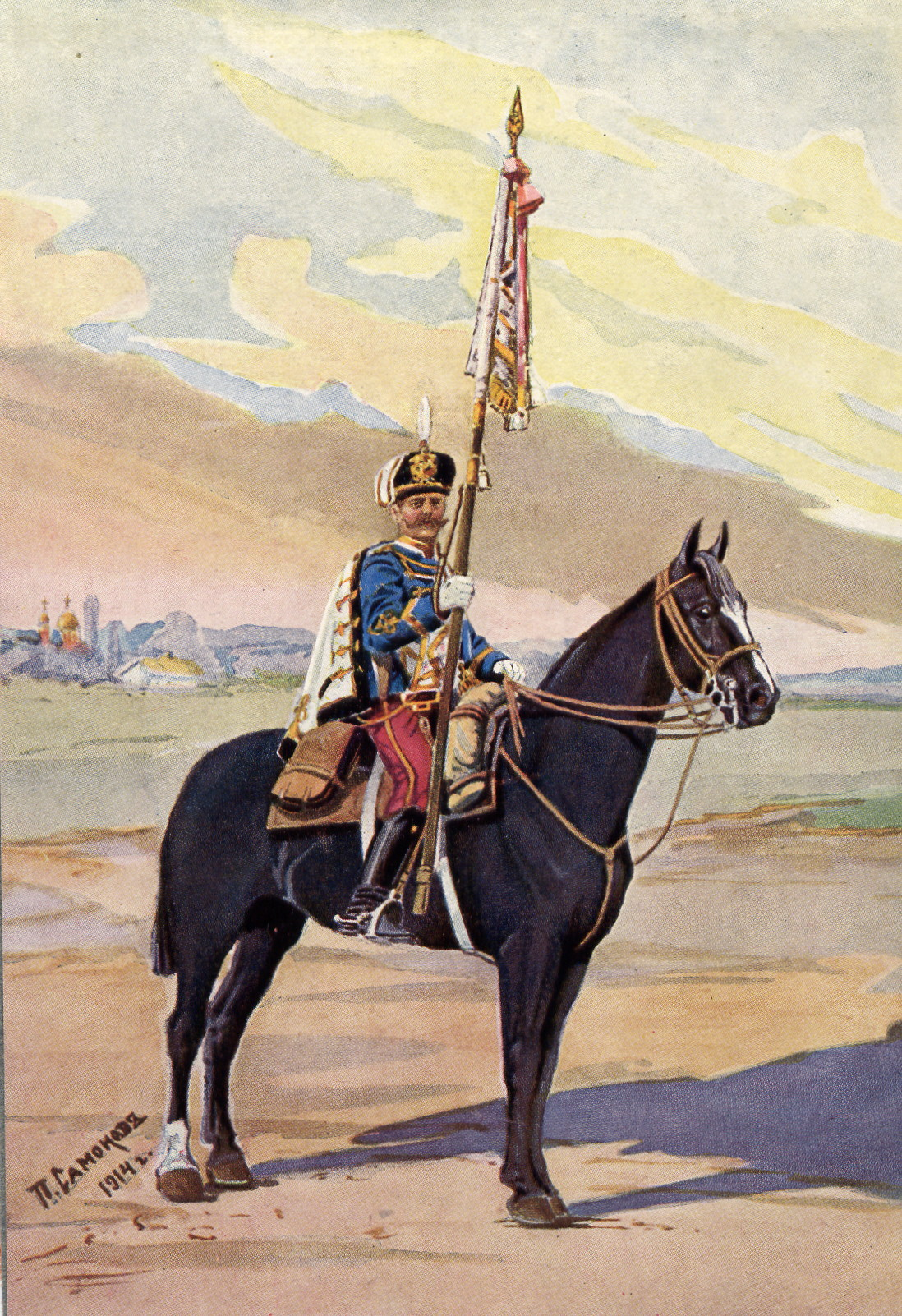
Uniform der Elisavetgrad-Husaren

Seine nächste Verwendung erfolge 1830, er wurde zur Kavallerie in Zentralrussland versetzt. 1831 war er im Polnischen Aufstand eingesetzt. Zum Hauptmann befördert, nahm er seinen Dienst 1836 im Hauptquartier des Ulansky-Leibgarde-Regiments, welches dem Zaren unterstand, auf. 1846 wurde er zum Oberst befördert und ab 1851 kommandierte er die Elisavetgrad-Husaren. Auf Grund einer schweren Erkrankung wurde er 1855 in einen vorübergehenden Ruhestand versetzt. 1862 wurde er mit dem Dienstgrad eines Generalmajors reaktiviert und organisierte die Reserve-Armeekavallerie und Ersatztruppen. 
Seit 1868 bis zu seinem Lebensende war er Mitglied in der Militärgerichtskommission. Er wurde 1876 zum Generalleutnant befördert und starb am 17. Juni 1878.

## Auszeichnungen
1. Russische Orden:
- 1830 Russischer Orden der Heiligen Anna, 4. Klasse
- 1830 Russischer Orden der Heiligen Anna, 3. Klasse
- 1843 Sankt-Stanislaus-Orden, 2. Klasse
- 1845 Russischer Orden der Heiligen Anna 2. Klasse
- 1850 Russischer Orden des Heiligen Georg, 4. Klasse
- 1852 Orden des Heiligen Wladimir, 3. Klasse
- 1865 Sankt-Stanislaus Orden, 1. Klasse
- 1871 Russischer Orden der Heiligen Anna, 1. Klasse

2. Ausländische Orden:
- 1853 Österreichischer Orden der Eisernen Krone, 2. Klasse
- 1853 Preußischer Orden vom Roten Adler, 3. Klasse